# Diocesi di Feradi Maggiore
La diocesi di Feradi Maggiore (in latino Dioecesis Feraditana Maior) è una sede soppressa e sede titolare della Chiesa cattolica.

## Storia
Feradi Maggiore, il cui sito archeologico si trova vicino al villaggio di Sidi Khelifa nei pressi della città di Bouficha (governatorato di Susa) in Tunisia, è un'antica sede episcopale della provincia romana di Bizacena.
Sono solo due i vescovi documentati di Feradi Maggiore. Il cattolico Vincenziano intervenne alla conferenza di Cartagine del 411, che vide riuniti assieme i vescovi cattolici e donatisti dell'Africa romana; in quell'occasione la sede non aveva vescovi donatisti. Il nome di Aurelio figura al 39º posto nella lista dei vescovi della Bizacena convocati a Cartagine dal re vandalo Unerico nel 484; Aurelio, come tutti gli altri vescovi cattolici africani, fu condannato all'esilio.
Dal 1933 Feradi Maggiore è annoverata tra le sedi vescovili titolari della Chiesa cattolica; dal 30 aprile 2020 il vescovo titolare è Giovanni Luca Raimondi, vescovo ausiliare di Milano.

## Cronotassi

### Vescovi residenti
- Vincenziano † (menzionato nel 411)
- Aurelio † (menzionato nel 484)

### Vescovi titolari
- William Theodore Heard † (5 aprile 1962 - 19 aprile 1962 dimesso)
- Ignatius Gopu, M.S.F.S. † (10 dicembre 1963 - 4 ottobre 1966 succeduto vescovo di Visakhapatnam)
- Lucas Moreira Neves, O.P. † (9 giugno 1967 - 3 gennaio 1987 nominato arcivescovo titolare di Vescovio)
- João Bosco Oliver de Faria (5 agosto 1987 - 8 gennaio 1992 nominato vescovo di Patos de Minas)
- Béla Balás (10 agosto 1992 - 31 maggio 1993 nominato vescovo di Kaposvár)
- Marin Barišic (3 agosto 1993 - 21 giugno 2000 nominato arcivescovo di Spalato-Macarsca)
- Amândio José Tomás (5 ottobre 2001 - 8 gennaio 2008 nominato vescovo coadiutore di Vila Real)
- José Francisco González González (14 febbraio 2008 - 13 dicembre 2013 nominato vescovo di Campeche)
- Estevam Santos Silva Filho (29 gennaio 2014 - 15 aprile 2020 nominato vescovo di Ruy Barbosa)
- Giovanni Luca Raimondi, dal 30 aprile 2020